# Cascada Prigor
Cascada Prigor este situată pe teritoriul comunei Prigor din județul Caraș-Severin, la poalele Munților Almăjului. Drumul de acces este bun, din centrul satul Prigor se face dreapta, dacă veniți din direcția Bozovici, apoi stânga pe a doua stradă și se merge înainte spre ieșirea din sat. Din acest moment urmărind cursul apei aveți un drum de aproximativ 1 oră de mers pe jos până la cascadă.
Cascada Prigor este formată din trei trepte peste care curg apele pârâului omonim. Pentru a vă bucura de toată splendoarea ei, cascada trebuie vizitată în perioadele ploioase.